# Lenkstockschalter

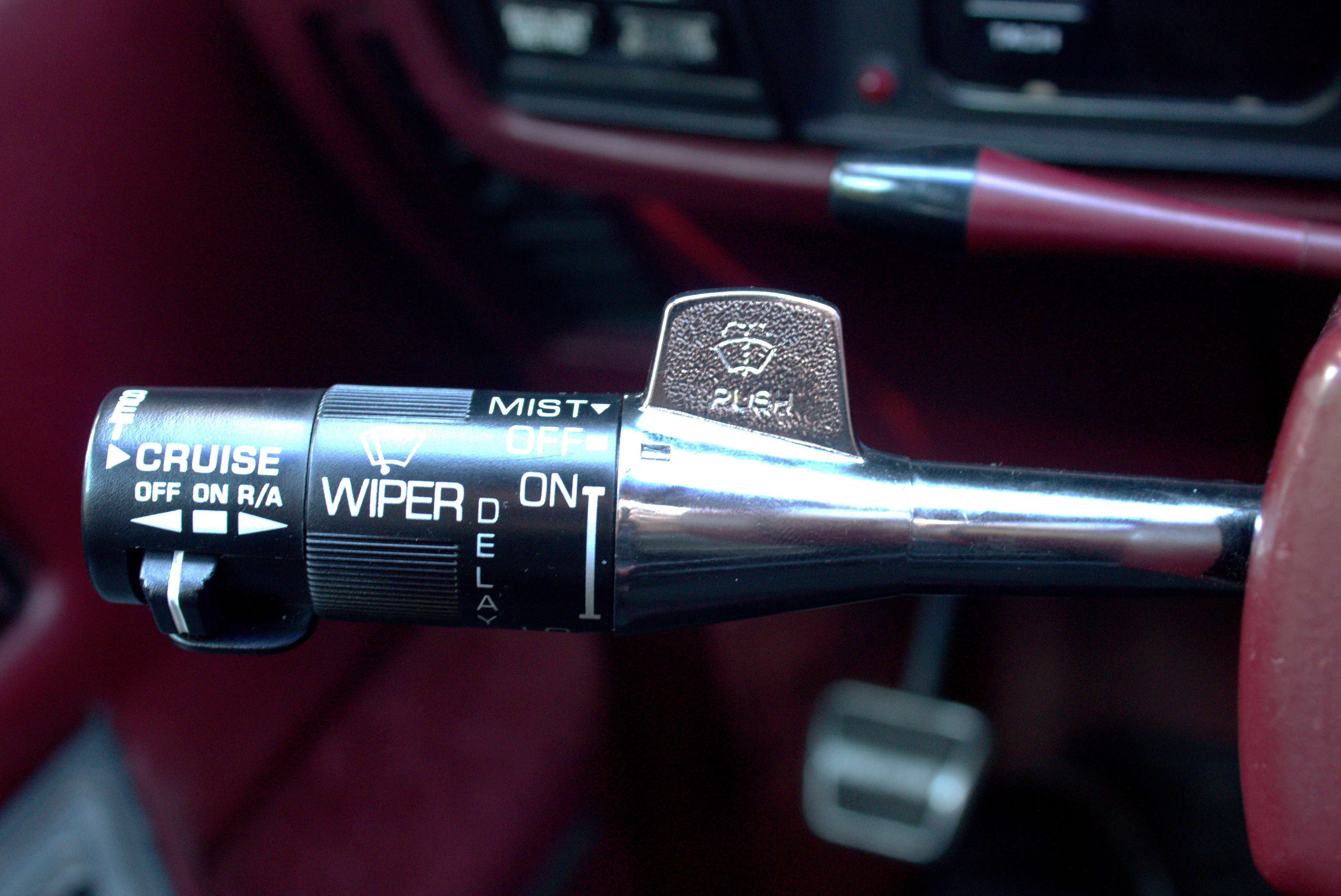
Lenkstockschalter für Fahrtrichtungsanzeiger, Lichthupe, Fernlichtumschaltung, Tempomat und Scheibenwischer

Als Lenkstockschalter werden die mit einem Hebel versehenen Einrichtungen bezeichnet, die am Lenkstock eines  Kraftwagens zwischen Armaturenbrett und Lenkrad angebracht sind. 
Lenkstockschalter sind in modernen Kraftfahrzeugen direkt mit einem Steuergerät am Lenkstock verbunden (Lenksäulenmodul), welches die verschiedenen Zustände am Hebel unmittelbar in Bussignale (CAN, LIN, Flexray) umwandelt.
Übliche Anwendungen für Lenkstockschalter sind Fahrtrichtungsanzeiger, die Fahrzeugbeleuchtung, Umschaltung von Abblend- zu Fernlicht, Lichthupe, (Abstandsregel-)Tempomat, Scheibenwisch- und Waschsteuerung, seltener die Fernsteuerung von Autoradios, oder – vor allem bei historischen französischen Fahrzeugen und vereinzelt bei amerikanischen – der Taster für die Hupe, wodurch das Lenkrad frei von elektrischen Bauteilen war und der Schleifring für den Kontakt der Hupe eingespart wurde. Heute ist vor allem bei Nutzfahrzeugen häufiger der Taster der Hupe am Blinkerhebel zu finden. Bei einigen Fahrzeugen wie den frühen Fiat Panda oder dem Audi 80 B3 wurde auch die Warnblinkanlage über Lenkstockschalter bedient.
Jeder Hebel kann mehrere Funktionen beinhalten, die durch tangentiale Bewegung mit Rast- oder Tippfunktion, wie beispielsweise beim Fahrtrichtungsanzeiger, durch Ziehen gegen einen Widerstand für die Lichthupe oder Drücken mit Raste für das Fernlicht ausgelöst werden.
Bei Linkslenker-Fahrzeugen befindet sich der Fahrtrichtungsanzeigerhebel üblicherweise links vom Lenkrad, die Scheibenwisch- und Waschfunktionen rechts davon.